# كازويا تاكوشي
كازويا تاكوشي (باليابانية: 竹内和也) هو لاعب كرة الماء ياباني، ولد في 1941.

## وصلات خارجية
- كازويا تاكوشي على موقع أوليمبيديا (الإنجليزية)